# Kim Cúc (xã)
Kim Cúc là một xã thuộc huyện Bảo Lạc, tỉnh Cao Bằng, Việt Nam.

## Địa lý
Xã Kim Cúc nằm ở phía tây huyện Bảo Lạc, có vị trí địa lý:
- Phía đông giáp xã Hưng Đạo và xã Hưng Thịnh
- Phía tây giáp huyện Bảo Lâm
- Phía nam giáp xã Hưng Thịnh
- Phía bắc giáp xã Hồng Trị.

Xã Kim Cúc có diện tích 44,31 km², dân số năm 2019 là 2.890 người, mật độ dân số đạt 68 người/km².
Tuyến Quốc lộ 34 chạy qua phía đông xã. Trên địa bàn xã có sông Neo cùng suối Duồng Rình và suối Quang Mậu.

## Hành chính
Xã Kim Cúc được chia thành 6 xóm: Khuổi Khon, Nà Nằm, Nà Soen, Ngàm Lồm, Pác Puồng, Phiêng Tác.

## Lịch sử
Ngày 13 tháng 12 năm 2007, Chính phủ ban hành Nghị định 183/2007/NĐ-CP về việc thành lập xã Kim Cúc trên cơ sở điều chỉnh 4.431 ha diện tích tự nhiên và 2.649 nhân khẩu của xã Hồng Trị.
Đến năm 2019, xã Kim Cúc được chia thành 14 xóm: Cốc Đúc, Cốc Muồi, Duồng Rình, Khuổi Khon, Khuổi Pao, Khuổi Rù, Nà Soen, Ngàm Lồm, Pác Puồng, Phiêng Tác, Pom Cuổn, Sam Kha, Tát Kè, Nà Nằm.
Ngày 9 tháng 9 năm 2019, Hội đồng Nhân dân tỉnh Cao Bằng ban hành Nghị quyết số 27/NQ-HĐND về việc:
- Sáp nhập xóm Tát Kè vào xóm Nà Soen
- Sáp nhập xóm Sam Kha bào xóm Ngàm Lồm
- Sáp nhập xóm Khuổi Pao vào xóm Khuổi Khon
- Sáp nhập hai xóm Pom Cuổn và Duồng Rình vào xóm Pác Puồng
- Sáp nhập xóm Cốc Muồi vào xóm Nà Nằm
- Sáp nhập hai xóm Khuổi Rù và Cốc Đúc vào xóm Phiêng Tác.